# Renée Bordereau

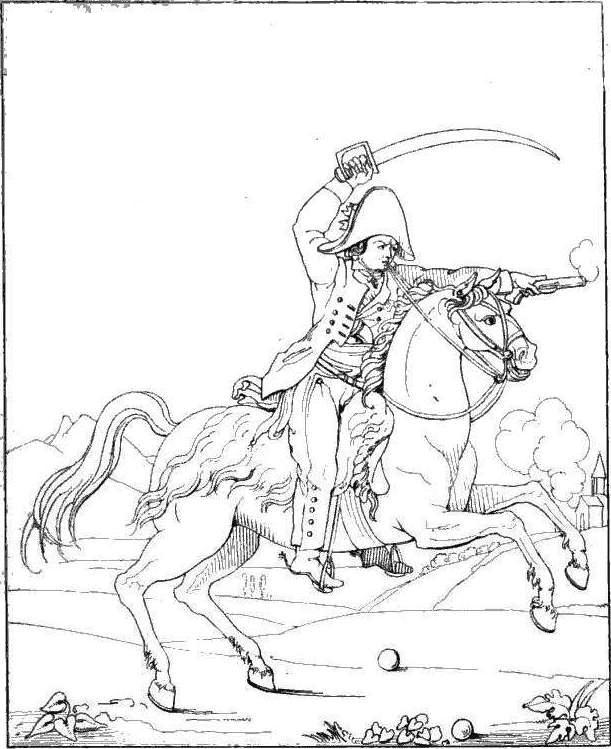
Bordereau, Renée

Renée Bordereau, född 1770, död 1824, var en fransk soldat och memoarförfattare, även känd som Angevin. Hon är den kanske mest kända kvinnliga soldaten under franska revolutionen. 
Renée Bordereau föddes i en fattig familj i Soulaines-sur-Aubance. Hennes far dödades av revolutionsregeringen. Hon tjänstgjorde i den katolsk-rojalistiska upprorsarmén under Revolten i Vendée utklädd till man, under namnet Angevin eller Langevin, mellan 1793 och 1795. Hon medverkade vid ett flertal berömda slag och utmärkte sig för sitt mod. 
Efter freden 1795 gick hon under jorden och levde inkognito med ett pris på sitt huvud. Hon lyckades länge undkomma arrestering genom att byta mellan mans- och kvinnokläder. 1804 anklagades hon för våldtäkt av en kvinna, men undkom genom att avslöja sig själv som kvinna. Hon greps slutligen under Napoleon I år 1809 och fängslades i Angers. Hon släpptes fri efter den bourbonska restaurationen 1814. Hon dekorerades med medaljen Décoration du Lys. 
Hon var misstänkt för att planera ett attentat mot Napoleon I under de hundra dagarna 1815. Hon mottog en pension av Ludvig XVIII. 
Hon utgav sin självbiografi 1814. Hon blev en berömd och omtalad gestalt och har beskrivits som en Vendée-revoltens Jeanne d'Arc. 